# بانتك فيجا آيرون (موبايل)
بانتك فيجا آيرون (بالإنجليزية: Pantech Vega Iron)‏ هو هاتف ذكي من بانتك يعمل بنظام أندرويد.

## الخصائص
- نظام التشغيل: أندرويد
- الكاميرا الأمامية: 2.1 ميجابكسل
- الكاميرا الخلفية: 13 ميجابكسل
- الشاشة: إل سي دي 1280 × 720
- الوزن: White 154 غ (5.4 أونصة),Black 153 غ (5.4 أونصة)
- المعالج: 1.7 جيجا هرتز رباعي النواة
- الذاكرة: 2 جيجابايت
- التخزين: 32 جيجابايت ذاكرة وميضية